# Premis Ondas 1987
Els Premis Ondas 1987 van ser la trenta-quatrena edició dels Premis Ondas, atorgats el 1987. En aquesta edició es diferencien les categories: Premis Nacionals de ràdio o televisió, internacionals de ràdio i internacionals de televisió.

## Nacionals de ràdio
- Radio Nacional de España en el seu 50è Aniversari
- El primero de la mañana d'Antena 3
- El espejo de la cadena COPE
- Coplas de mi Ser de la Cadena SER
- Océano de Radio Club Tenerife

## Nacionals de televisió
- No passa res de TV3
- En familia de TVE
- Un, dos, tres... responda otra vez de TVE
- Qué noche la de aquel año de TVE
- Europa, Europa de TVE

## Internacionals de ràdio
- Claire Waldoff - Der Stern Von Berlin, ARD/SFB
- The News Huddlines election special, BBC
- Fantafilm: Tarzan Story, RAI
- Gran Format, RTL Télé Lëtzebuerg
- Le banc d'arguin, Radio France

## Internacionals de televisió
- Miep Gies: Camera 2: La deuxième vie de Klaus Barbie, Antenne 2
- Manp'a Shikchok, KBS
- Herinneringer aan Anne Frank, NOS/ AVRO de Holanda
- Telescope: Oh les maisn, SRG SSR
- The Krypton Factor, UKIB/ Granada Television

## Hispanoamericans de ràdio i televisió
- Un día en la vida de España, Telemundo dels EUA
- Eco-Entrevistas de Jacobo Zabludowsky, Televisa
- RCN Radio Cadena Nacional de Colombia
- Hombres de ley, ATC de l'Argentina